# وسام الاستحقاق الوطني المغربي

وسام الاستحقاق الوطني هو وسام ملكي مغربي يُمنح لمكافأة موظفي الدولة المدنيين والعسكريين، بالإضافة إلى شخصيات أخرى داخل المملكة، تقديرًا لخدماتهم الجليلة في مجالات متعددة، من بينها الإدارة العامة، والأمن، والتعليم، والصحة، والثقافة.

## المراتب
يتألف وسام الاستحقاق الوطني من ثلاث درجات:
- الدرجة الممتازة
- الدرجة الأولى
- الدرجة الثانية

## منح الوسام
وفقًا للظهير الشريف رقم 1.00.218 الصادر في 5 يونيو 2000 والمتعلق بأوسمة المملكة، يُمنح هذا الوسام للأشخاص الذين امتازوا بعمل وتصرف يستحقون عليه التقدير. كما أن الوسام يأتي في إطار تكريم الموظفين الذين قدموا خدمات ذات طابع استثنائي أو مستمر.

## شروط الترشح والترقية
- يُشترط في المرشح لنيل الوسام أن يكون بالغًا سن الرشد، متمتعًا بحقوقه المدنية والسياسية.
- لا يمكن الترقية إلى درجة أعلى إلا إذا توفرت أقدمية عشر سنوات في الدرجة الأدنى، إلا في حالات استثنائية توافق عليها الجهات المختصة.
- يجب أن يكون المرشح قد قدم خدمة متميزة خلال فترة خدمته في القطاع الذي ينتمي إليه.

## إجراءات التسليم
- يُسلم الوسام من طرف الملك مباشرة، أو بتفويض منه من قبل رئيس الحكومة، أو الوزراء المعنيين، أو رئيس ديوان الأوسمة، أو سفراء المغرب في البلدان الأجنبية.
- يمكن لهؤلاء تفويض شخصية سامية، مدنية أو عسكرية، لتنوب عن الملك في تسليم الوسام، بشرط أن تكون حاصلة على وسام يعادل على الأقل الدرجة الممنوحة.
- يتم منح الوسام عادة خلال الاحتفالات الرسمية أو المناسبات الوطنية.

## الجوانب المالية
- يترتب عن الأوسمة أداءات مالية على صاحبها يؤديها لدى خزينة الدولة، وتتراوح بين 5 دراهم و100 درهم، حسب درجة الوسام.
- في حالة عدم أداء الموشح للرسوم المترتبة على الوسام في أجل ستة أشهر من تاريخ إبلاغه بمنحه، يُحرم من ذلك التكريم.

## مجلس الأوسمة
تُمنح الأوسمة الملكية المغربية، بما فيها وسام الاستحقاق الوطني، بناءً على رأي مجلس الأوسمة المكون من:
- وزير القصور الملكية بصفته رئيسًا
- مدير التشريفات الملكية والأوسمة بصفته نائبًا
- أعضاء يمثل كل منهم وسامًا من أوسمة المملكة

## أهمية الوسام
وسام الاستحقاق الوطني يعد من بين أهم التكريمات الرسمية في المغرب، حيث يعكس تقدير الدولة للأفراد الذين يقدمون مساهمات بارزة في مختلف القطاعات. كما يعزز روح المواطنة والانتماء لدى الحاصلين عليه.